# Loch (Einheit)
Loch war ein Volumenmaß für trockene Waren im früheren Niedersachsen, besonders im Herzogtum Braunschweig. Das Maß entsprach der hier geltenden Metze (Braunschw.), also 1/640 Wispel.
- 1 Loch = 109 Kubikzoll (Preuß.) = 9/16 Metzen (Preuß.) = vor 1816 rund 1,993 Liter; ab 1816 rund 1,950 Liter

Die Maßkette war
- 1 Loch = 1/4 Viersat = 1/16 Himten = 1/160 Scheffel = 1/640 Wispel